# Pauxi
Genre
Le genre Pauxi comprend trois espèces d'oiseaux d'Amérique du Sud connus sous le nom de hocco appartenant à la famille des Cracidae.

## Liste des espèces
Selon la classification de référence du Congrès ornithologique international (version 15.1, 2025) :
- Pauxi pauxi (Linnaeus, 1766) – Hocco à pierre ;
- Pauxi unicornis Bond, J & Meyer de Schauensee, 1939 – Hocco unicorne ;
- Pauxi koepckeae Weske & Terborgh, 1971 – Hocco de Koepcke.